# 圣海德薇堂 (芝加哥)
圣海德薇堂（英语：St. Hedwig's Church）是一座罗马天主教教堂，位于美国芝加哥 North Hoyne Avenue 2226号。
该堂为典型的“波兰主教座堂风格”，是肯尼迪高速公路沿线众多的波兰教堂之一，但现在也有大量拉美和菲律宾裔教友，弥撒语言使用英语、波兰语和西班牙语。
该堂创建于1888年。目前的教堂在1901年建成。1977年，克拉科夫主教，即后来的教宗若望保禄二世访问该堂。。